# Liste armenischer Maler
Diese Liste enthält armenische Maler und Malerinnen.

## Alphabetische Liste

### A
- Clara Abkar (1916 - 1996)
- Aiwasowski, Iwan Konstantinowitsch (1817–1900)
- Andreassian, Karen (1957- )
- Arevschatian, Ruben (1955- )
- Assadour (1943- )
- Anna Aslanyan
- Mariam Aslamasjan (1907–2006)
- Jeranuhi Aslamasjan (1910–1998)

### B
- Balakian, Magar (1940- )
- Bogusch, Simon (Boguszowicz, Szymon; 1575–1648)
- Boyajian, Zabelle C. (1873–1957)

### C
- Chahine, Edgar (1874–1947)

### D
- Dadérian, Dikran (1929- )

### G
- Gorky, Arshile (1904–1948)
- Grigorian, Arman (1960- )
- Grigorian Markos (1925- )
- Grigorian, Ruben (1954- )
- Gurdjian, Hagop (1881–1948)

### H
- Hakobian, Hakob (1923- )
- Hamalbaschian, Sargis (1956- )
- Hovhannissian, Aschot (1929- )
- Hovnathanian, Hagop (1806–1881)
- Hovsepian, Ara (1961- )

### K
- Khatlamajyan, Seyran (1937–1994 )
- Khatschaturian, Gayane (1942- )
- Kotschar, Jerwand (1899–1979)

### J
- Jakulow, Georgi (1884–1928)

### M
- Mkrtitschian, Karo (1961- )

### N
- Nerkararian, Arax (1960- )

### S
- Sarian, Martiros (1880–1972)
- Surenianz Vartkes (1860–1921)

### T
- Tadevossian, Viken (1943- )
- Thadevossian, Yeghische (1870–1936)
- Tschakmaktschian, Arto (1933- )
- Léon (Lewon) Tutundjian|Tutundjian, Léon (Lewon) (1905–1968)

### V
- Vardanian, Varujan (1948 - )

### Z
- Zakarian, Zakar (1849–1923)

## Chronologische Liste

### 16. – 19. Jahrhundert
- Bogusch, Simon (Boguszowicz, Szymon; 1575–1648)
- Hovnathanian, Hagop (1806–1881)
- Aiwasowski, Iwan Konstantinowitsch (1817–1900)
- Zakarian, Zakar (1849–1923)
- Surenianz Vartkes (1860–1921)
- Thadevossian, Yeghische (1870–1936)
- Boyajian, Zabelle C. (1873–1957)
- Chahine, Edgar (1874–1947)
- Sarian, Martiros (1880–1972)
- Gurdjian, Hagop (1881–1948)
- Jakulow, Georgi (1884–1928)
- Kotschar, Jerwand (1899–1979)

### 20. Jahrhundert
- Gorky, Arshile (1904–1948)
- Léon (Lewon) Tutundjian|Tutundjian, Léon (Lewon) (1905–1968)
- Mariam Aslamasjan (1907–2006)
- Jeranuhi Aslamasjan (1910–1998)
- Clara Abkar (1916 - 1996)
- Hakobian, Hakob (1923- )
- Grigorian Markos (1925- )
- Hovhannissian, Aschot (1929- )
- Dadérian, Dikran (1929- )
- Tschakmaktschian, Arto (1933- )
- Khatlamajyan, Seyran (1937–1994 )
- Balakian, Magar (1940- )
- Khatschaturian, Gayane (1942- )
- Assadour (1943- )
- Tadevossian, Viken (1943- )
- Vardanian, Varujan (1948 - )

- Grigorian, Ruben (1954- )
- Arevschatian, Ruben (1955- )
- Hamalbaschian, Sargis (1956- )
- Andreassian, Karen (1957- )
- Grigorian, Arman (1960- )
- Nerkararian, Arax (1960- )
- Hovsepian, Ara (1961- )
- Mkrtitschian, Karo (1961- )